# Acantharctia nigrivena
Acantharctia nigrivena is een vlinder van de familie van de spinneruilen (Erebidae), van de onderfamilie van de beervlinders (Arctiinae). De wetenschappelijke naam van deze soort is voor het eerst voorgesteld door Lionel Walter Rothschild in een publicatie uit 1935.
De soort komt voor in Ethiopië, Kenia, Tanzania en Malawi.